# Orquesta Filarmónica de Estrasburgo
La Orquesta Filarmónica de Estrasburgo (en francés, Orchestre Philharmonique de Strasbourg) es una orquesta francesa con sede en Estrasburgo. Es una de las dos orquestas permanentes de la Ópera nacional del Rin. El local principal actual de la orquesta es el Palacio de la música y de congresos «Pierre Pflimlin» ("PMC Pierre-Pflimlin", o "PMC").
La orquesta fue fundada en 1855. Entre 1871 y 1918, y 1940 y 1944, la orquesta ha sido alemana, como resultado de los conflictos entre Francia y Alemania sobre la región de Alsacia. En 1997, la orquesta adquirió el título oficial de "Orquesta filarmónica de Estrasburgo - orquesta nacional" (Orchestre philharmonique de Strasbourg – orchestre national). La orquesta actualmente tiene 110 músicos permanentes. El francés Jean-Louis Agobet fue compositor residente desde 2001 hasta 2004.
Entre los directores musicales y de orquesta en el pasado figuran Hans Pfitzner, George Szell, Hans Rosbaud, Ernest Bour, Charles Bruck y Alain Lombard.  Marc Albrecht se convirtió en asesor artístico de la orquesta en 2005, y director musical en 2008.  Albrecht y la orquesta han grabado comercialmente para el sello Pentatone, incluyendo lieder orquestales de Alban Berg, y conciertos para piano de Robert Schumann y Antonín Dvořák.  Albrecht concluyó su cargo en 2011. En enero de 2011, la orquesta anunció el nombramiento de Marko Letonja como su próximo director musical, efectivo con la temporada 2012-2013.

## Directores
La orquesta ha tenido los siguientes directores:

- 1855–1871: Josef Hasselmans
- 1871–1907: Franz Stockhausen
- 1907–1914: Hans Pfitzner (1.ª vez)
- 1914–1917: Otto Klemperer (asistente de Pfitzner)
- 1918–1919: Hans Pfitzner (1.ª vez)
- 1918-1924: George Szell
- 1919–1929: Guy Ropartz
- 1929–1940: Paul Bastide
- 1940–1945: Hans Rosbaud
- 1945–1950: Paul Bastide
- 1950–1964: Ernest Bour
- 1964–1971: Alceo Galliera
- 1971–1983: Alain Lombard
- 1983–1997: Theodor Guschlbauer
- 1997–2003: Jan Latham Koenig
- 2004–2011: Marc Albrecht
- desde sept. 2012: Marko Letonja